# 트랜스 지방
트랜스지방 또는 트랜스지방산(trans脂肪, 영어: trans fat, trans-unsaturated fatty acids 또는 trans fatty acids)은 트랜스형 기하 이성질체 구조를 가지는 불포화 지방산과 글리세롤이 결합한 지질의 한 종류다. 자연 상태에도 소량 존재하지만, 오늘날 인류가 섭취하는 트랜스지방의 거의 대부분은 마가린 생산 과정에서 식물성 불포화 지방의 수소화 공정을 거치면서 생긴다. 트랜스지방이 혈관에 쌓이면 각종 심혈관계 질환의 발병률이 높아지는 것으로 알려져 있다. 덴마크 정부는 2004년에 트랜스지방 함유량이 2%를 넘는 가공식품의 유통을 금지했다.
간혹 변이지방으로 언어순화를 하는 경우가 있는데, 트랜스지방의 "trans"는 변이가 아닌 기하 이성질체에서의 트랜스 구조를 뜻하는 것이므로 잘못된 것이다.
액체 상태의 불포화지방이 산패되는 것을 막고 보관상의 편의를 위해서 고체 상태로 가공하는데,(쇼트닝) 이때 첨가하는 수소분자의 구조 및 형태에 따라 트랜스지방이 생성된다. 트랜스지방은 나쁜 콜레스테롤(LDL 콜레스테롤) 수치를 높이고 '좋은 콜레스테롤(HDL 콜레스테롤)'의 수치까지 낮추는 성질은 함께 가지고 있다.

## 정의
유지는 분자 모양에 따라 불포화, 포화지방으로 나뉘는데, 불포화지방은 구부러진 모양, 포화지방은 직선 모양으로 펴져 있다. 액체기름인 불포화지방에 수소를 첨가해 인위적으로 고체상태로 만드는 과정에서 생성된 것이 트랜스지방이다.
| 지방산의 분자 구조 비교                                          | 지방산의 분자 구조 비교                                                        | 지방산의 분자 구조 비교                                                         |
| 포화 지방산                                                      | 시스형-불포화 지방산                                                           | 트랜스형-불포화 지방산                                                          |
| ---------------------------------------------------------------- | ------------------------------------------------------------------------------ | ------------------------------------------------------------------------------- |
|                                                                  |                                                                                |                                                                                 |
| (2개의 수소 원자와 결합한) 두 포화 탄소 원자는 단일 결합을 한다. | (1개의 수소 원자와 결합한) 두 불포화 탄소 원자는 이중 결합을 한다. 시스형(cis) | (1개의 수소 원자와 결합한) 불포화 탄소 원자는 이중 결합을 한다. 트랜스형(trans) |

## 건강과의 관계
불포화 지방의 고체화 과정에서 생성되는 트랜스 지방은 다른 지방의 섭취와 달리 꼭 필요한 지방이 아니다. 트랜스지방은 심장 관상동맥 질환의 위험을 높이고, 나쁜 콜레스테롤(LDL 콜레스테롤) 수치를 높이고 '좋은 콜레스테롤(HDL 콜레스테롤)'의 수치까지 낮추는 성질은 함께 가지고 있기 때문에 자연적으로 얻는 기름들보다 해롭다. 많은 연구에서 15~18 다량의 트랜스지방과 심장 관상동맥질환과 그밖의 질환발병과의 상관성을 지적하고 있으며, 미국 식품의약국 (FDA)과 심장, 폐, 혈액 연구소, 미국 심장 협회(AHA)는 트랜스지방섭취를 제한할 것을 권고하고 있다.
최근에 이들이 일으키는 건강문제가 대두되어 여러 연구가 이루어지고 있다. 특히 심혈관계 질환에 영향을 미치며 당뇨병, 암, 알레르기 등의 질환을 유발할 수도 있다는 가능성이 제시되고 있다.